# Ryskt töväder

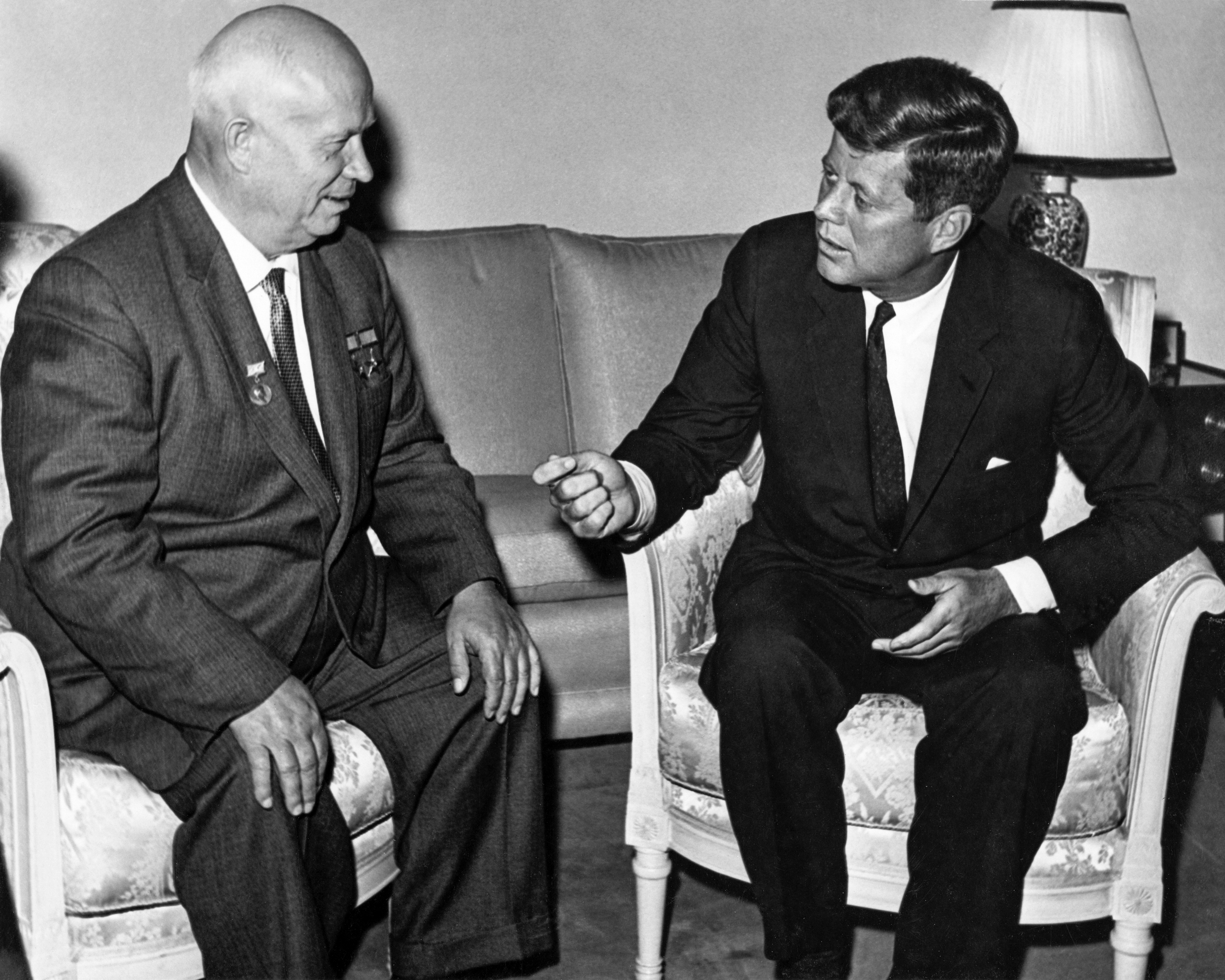
Nikita Chrusjtjov och John F. Kennedy i Wien, juni 1961.

Det ryska tövädret syftar på en period av avstalinisering i Sovjetunionen som inleddes ganska snart efter Josef Stalins död 1953 och varade i tio år därefter. Tövädret var ett resultat av en flera år lång process av allt större öppenhet och bekräftades av Nikita Chrusjtjovs tal till den 20:e partikongressen i februari år 1956.
Töväder har i Ryssland varit en symbol för politisk nyordning sedan 1850-talet. Symboliken har rötter i dåtidens ryska kulturradikalism. Benämningen töväder (ryska: оттепель, uttal ottepelj) för perioden efter Stalins död etablerades genom en roman med samma namn av Ilja Ehrenburg, utgiven 1954. Boken kom ut i svensk översättning 1955, med namnet Vårbrytning.
Tövädret kännetecknas av en väsentlig uppmjukning av det totalitära styret och i fråga om vad som fick sägas och kulturutövare började göra upp med den påtvingade socialistiska realismen. Inom sovjetisk litteratur talar man om töväderslitteratur, med namn som Jevgenij Jevtusjenko och Aleksandr Solzjenitsyn.
Tövädret kallas i Ryssland 'Chrusjtjovs töväder' (хрущёвская оттепель – chrustsjovskaja ottepelj) och tog slut när Chrusjtjov lämnade posten som Sovjetunionens ledare. Det vanstyre, de deportationer, avrättningar och den rättslöshet som präglade Stalins Sovjet och som Chrusjtjov varit i högsta grad delaktig i hade dock aldrig upphört helt – tövädret innebar knappast mer än normalisering och frihet från det mest extrema. Man kunde fortfarande bli fängslad, deporterad eller avrättad på mer eller mindre godtyckliga grunder och frihet att emigrera fick ingen förrän järnridån föll flera decennier senare. Tövädret upphörde snart och under Leonid Brezjnevs 1960- och 70-tal fängslades och utvisades Joseph Brodsky och Solzjenitsyn medan andra som är mindre kända i stället fängslas och förföljs.
Den period som följer på tövädret kallas Breszjnevstagnationen (ryska: эпоха застоя – 'epocha zastoja' eller ofta bara 'zastoj').